# Takashi Imoto
Takashi Imoto (født 29. september 1976) er en tidligere japansk fodboldspiller.
Han har spillet for flere forskellige klubber i sin karriere, herunder Mito HollyHock.